# Ronchères (Yonne)
Ronchères ist eine französische Gemeinde im Département Yonne in der Region Bourgogne-Franche-Comté mit 88 Einwohnern (Stand: 1. Januar 2022). Ronchères liegt im Arrondissement Auxerre und gehört zum Kanton Cœur de Puisaye (bis 2015: Kanton Saint-Fargeau).

## Geografie
Ronchères liegt etwa 37 Kilometer westsüdwestlich vom Stadtzentrum Auxerres. Umgeben wird Ronchères von den Nachbargemeinden Saint-Fargeau im Norden, Süden und Westen, Mézilles im Osten und Nordosten, Saint-Sauveur-en-Puisaye im Osten und Südosten sowie Moutiers-en-Puisaye im Süden und Südosten.

## Einwohnerentwicklung
| Jahr                      | 1962 | 1968 | 1975 | 1982 | 1990 | 1999 | 2006 | 2013 |
| Einwohner                 | 153  | 125  | 92   | 70   | 83   | 93   | 90   | 105  |
| Quelle: Cassini und INSEE |      |      |      |      |      |      |      |      |

## Sehenswürdigkeiten
- Kirche Saint-Fiacre, seit 1984 Monument historique

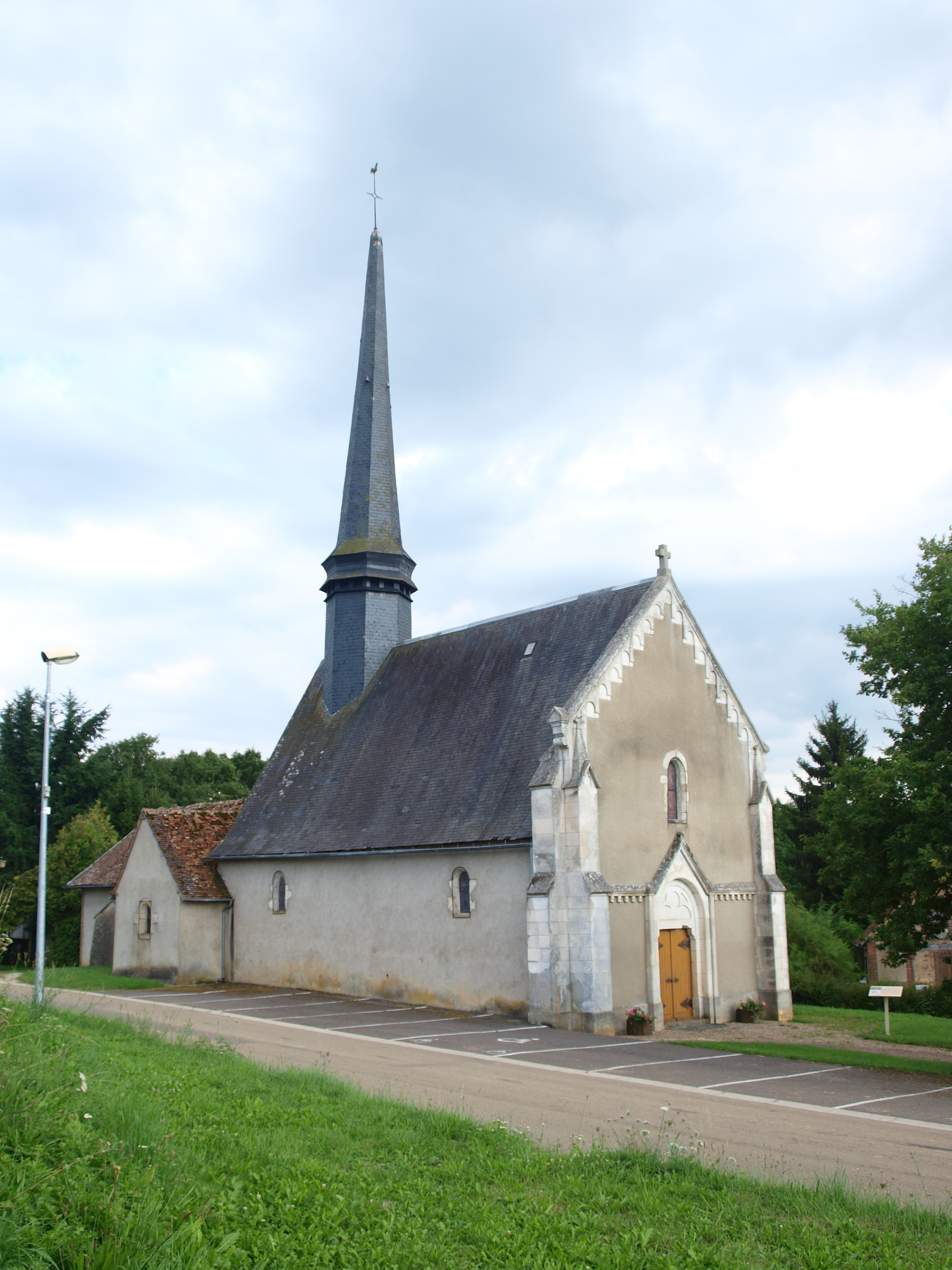
Kirche Saint-Fiacre

- Koptisches Kloster